# Pedinogyra effossa
Pedinogyra effossa är en snäckart som beskrevs av Tom Iredale 1937. Pedinogyra effossa ingår i släktet Pedinogyra och familjen Caryodidae. Inga underarter finns listade i Catalogue of Life.